# Walter Figueroa
Walter Figueroa (nacido el 31 de mayo de 1991 en Naschel, Provincia de San Luis) es un futbolista argentino que juega en la posición de defensor lateral derecho y como defensor central. Su equipo actual es el Club Sportivo Estudiantes

## Clubes
| Club                      | País      | Año             |
| ------------------------- | --------- | --------------- |
| Club Sportivo Estudiantes | Argentina | 2024 - presente |